# شانگهای دیزل انجین
 شرکت شانگهای دیزل انجین (SDEC)، یک شرکت تولیدکننده موتورهای دیزل چینی است که به‌طور کامل متعلق به سایک موتور است. دفتر مرکزی شانگهای دیزل و تأسیسات اصلی تولیدی آن در منطقه یانگپو، شانگهای واقع شده‌است. در سال ۱۹۴۷ به‌عنوان سازمان Wusong Works تأسیس شد و در سال ۱۹۵۳ به عنوان کارخانه موتور شانگهای دیزل تغییر نام داد. این شرکت تولیدکننده موتورهای دیزلی با کاربری دریایی و غیردریایی است. SDEC در سال ۱۹۹۳ به یک شرکت سهامی تغییر یافت.